# Burbles
Burbles fue una banda cubana de rock de la década de los 80's y 90's. El grupo, formado principalmente por Carlos Cobas y Raúl Barroso, tuvo un importante éxito entre las agrupaciones de rock en Cuba. "Canción por los perros", "Soy como no quiero", "La alegría del mundo" y "Gaviotas en el mar" entre otras, fueron algunas de sus canciones más populares.

## Historia

### Inicios
El grupo se formó a principios de 1981 en la Universidad de La Habana, fundado por Raúl Barroso (voz y bajo) y Carlos Cobas (voz, guitarra rítmica y armónica). Miguel Ángel Méndez (guitarra líder) y Alejandro López (batería), se incorporaron al año siguiente, después de algunos cambios en los integrantes y experimentaciones sonoras que definirían lo que sería la línea principal de la banda: rock-pop con fusión de ritmos caribeños. Para ese tiempo, ya la banda comenzaba a ganar popularidad por sus múltiples presentaciones en los festivales estudiantiles y peñas de rock, organizadas por instituciones culturales del país como Casa de Cultura de Plaza, en La Habana. Entre sus más importantes presentaciones de mediados de los 80's, figuran los encuentros con la Teatrova, los Jóvenes del Club UNESCO y sus conciertos en la Casa de la FEU (Federación Estudiantil Universitaria). 
En enero de 1985, Miguel Ángel Méndez deja la agrupación para formar su propia banda, "Eclipse". Después de esto, sigue un periodo de inactividad escénica, donde el binomio Cobas/Barroso se retira al trabajo de estudio produciendo temas a dúo y estableciendo un formato y sonoridad similar al de la Nueva Trova Cubana. Es en este período donde se consolidan nuevas ideas y cambian las letras de sus canciones, adoptando una forma diferente de expresión, que recuerda en muchos aspectos a la llamada Canción Protesta.

### Activismo
Este período está marcado por su acercamiento al movimiento activista plástico cubano de los 80's, Art-De (Arte y Derecho) cofundado por Juan-Sí y Jorge Crespo, de donde absorbieron muchos de sus conceptos estéticos, que se reflejarían en las composiciones de esta etapa.

### Reorganización
En el mes de julio de 1994, la antigua banda de rock se vuelve a reformar y realizan la grabación del disco "La Alegría del Mundo" con Abraham Alcover - exguitarrista de Cuatro Gatos - en la guitarra líder y el baterista y percusionista chileno de jazz Edgardo “Yayo” Serka.
En septiembre y octubre del mismo año, la banda produjo dos videos musicales para la televisión y en febrero de 1995 filman su más exitoso video musical: "Canción por los Perros", producido por la directora y realizadora de TV, Giselle Llanio. Esta canción tuvo una controversial ponencia en los medios de comunicación del país debido a la crítica social que abordaba. 
En enero de 1995 realizan el concierto nombrado "La Alegría del Mundo" en el Teatro Nacional de Guiñol capitalino. Este evento tuvo la peculiaridad de ser ampliamente difundido por los medios de difusión masiva, siendo la primera agrupación de rock en la historia de Cuba que lograra colocar un anuncio de etiqueta comercial en la televisión nacional. También fue la primera agrupación que de manera independiente lanzara un concurso nacional en la radio para la selección de modelos femeninos en uno de sus videos musicales. De esta época data su más representativo repertorio, que se fraguó en los ensayos de Río-Mar, un edificio abandonado, donde más tarde "compartirían apartamentos" con Gorki Águila, el futuro vocalista de la banda Porno para Ricardo. 
Entre sus tele-emisiones más destacadas figuraron las actuaciones en los programas "Tiempos", "Sonido Subterráneo", "A Mitad de Hoy", "Video-On", "Cáscara de Mandarina", "El Expreso" y "A Buena Hora", en vivo para Cubavisión Internacional. 
Pero la banda no logra consolidar sus bateristas y para finales de 1995 vuelve a enfrentar nuevos cambios: Los bateristas Carlos Alberto Estévez y Osmel Prado, el actual baterista de "Moneda Dura".

### Última etapa
Finalmente, en 1996, el grupo se une a un proyecto independiente con Carlos Rodríguez Obaya (Carlos Gens) - batería y director de "Gens", - con quien produce el segundo álbum "Gaviotas en el Mar" y el álbum "Año Bisiesto" con Dagoberto Pedraja) en la guitarra líder. Tras la grabación de este álbum, el grupo se desintegra debido a la súbita enfermedad de uno de sus principales integrantes.

## Estilo musical
Burbles fue un cuarteto vocal-instrumental, básicamente conformado por guitarras líder y rítmica, armónica, bajo, y el uso ocasional de cuerdas, sintetizadores y elementos de percusión.
El estilo fundamental de su música se registra dentro de los patrones de la música rock, vinculando y mezclando diferentes ritmos y sonoridades, desde el rock and roll, la balada pop, el reggae, el blues, la bossa, y demás ritmos latinos y caribeños.
La influencia de La Escuela Cubana de Guitarra se hace sentir en muchas de sus composiciones, debido a que uno de los compositores, Carlos Cobas, fue discípulo, junto a Miguel Ángel Méndez, de Leopoldina Núñez Lacret, Jorge García Porrúa y Jorge Maletá en el Grupo de Teatro Estudio de Raquel Revuelta.

## Canciones grabadas

### 1983
- New journey
- Is for you (It's for you)
- Maybe I think
- I have reason
- Philadelphia rock
- Quisiera olvidarte
- Cuídese Sr!
- De vez en cuando
- Tu estás perdiendo su amor
- Yo espero
- Tu pequeño mundo
- Por quien más sufría

### 1991
- Tengo razón
- La alondra
- Cotidiana delgadez
- A esta muchacha

### 1993
- Tengo razón
- Aurora
- La alondra
- Nunca más podrás reír
- Alguien en el tiempo
- Qué ganas tengo de ser feliz
- Hipertensión
- Color de ti
- La balanza
- Jimena
- Extrañándote
- Verte nada más
- Fantasía
- Gloria

### 1994
- Canción por los perros
- La alegría del mundo
- Suerte de Minotauro
- Borrador
- El Laberinto
- Mareas de amor
- Qué pasa
- Tarambán

### 1995
- Hey Muchacho (La rutina)
- Mareas de amor (a todo blues)
- Romanza a la oscuridad
- Soy como no quiero
- A otra parte con mi música

### 1996 - Año Bisiesto
- Gaviotas en el mar
- Mate con torre y arfil
- Doce (12)
- Romanza en la oscuridad
- Mr. Mito
- Canción por los perros - Gaviotas (coda)
- Suerte de Minotauro
- Paren el mundo
- Bola de cristal
- Iscariote 1966
- Azul profundo
- Ternura en sol mayor

### 2002
- Amada Habana
- Ayúdame John